# Pfarrkirche Draßburg

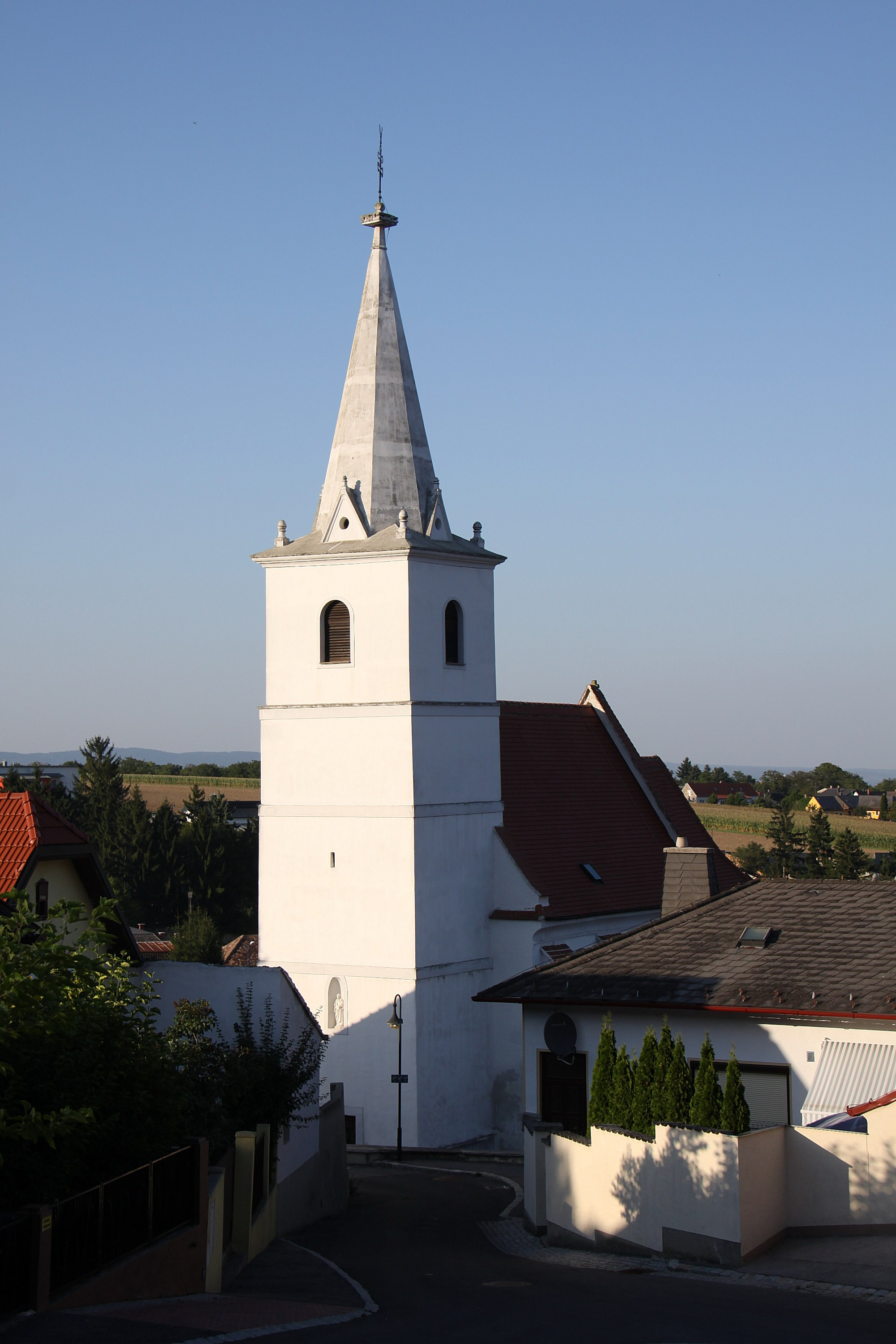
Kath. Pfarrkirche hl. Anna in Draßburg

Die römisch-katholische Pfarrkirche Draßburg steht in der Gemeinde Draßburg im Bezirk Mattersburg im Burgenland. Die auf die heilige Anna geweihte Pfarrkirche gehört zum Dekanat Trausdorf in der Diözese Eisenstadt. Die Kirche steht unter Denkmalschutz.

## Geschichte
„Die Gemeinde Draßburg besitzt eine z.T. gotische Kirche, die allerdings erst 1521 zum ersten Mal urkundlich erwähnt wird.“ Draßburg wurde als spätmittelalterliches Angerdorf zwischen 1321 und 1368 gegründet. Da die wirtschaftlichen und finanziellen Voraussetzungen für die Errichtung einer eigenen Pfarre nicht gegeben waren, schloss die Diözese Raab als zuständige kirchliche Behörde den Ort als Filialgemeinde einer bereits bestehenden Pfarre in der Nachbarschaft an, nämlich der Pfarre Baumgarten. Möglich ist, dass Draßburg vor der Gründung der Baumgartner Pfarre der ebenfalls in der Nähe liegenden Pfarre Maria de Bagad, dem späteren Kleinfrauenhaid, zugeordnet war. Für die Gläubigen der Filialgemeinde bedeutete die Zugehörigkeit zur Pfarre Baumgarten, dass sie bei jedem Wetter den beschwerlichen Weg zum sonntäglichen Gottesdienst auf sich nehmen mussten. Erste Ansätze zur Gründung einer eigenen Pfarre im Zusammenhang mit der Errichtung neuer Pfarreien zur Zeit des Josephinismus scheiterten. Erfolgreich war der Versuch im Spätherbst 1849, als die Gemeinde beim Raaber Bischof um die Errichtung einer eigenen Pfarre ansuchte. Als Gründe führte sie den starken Bevölkerungsanstieg in Draßburg an. Bei schlechtem Wetter fanden die Draßburger Gottesdienstbesucher in der Kirche von Baumgarten keinen Platz und waren außerhalb der Kirche der Kälte ausgesetzt. Draßburg zählte zu dieser Zeit über 1.000 Einwohner. Graf Nikolaus Zichy, der letzte Grundherr von Draßburg-Untergut, trat als Proponent der Gemeinde dem zuständigen Vizearchidiakon und Stadtpfarrer von Ödenburg mit konkreten Vorschlägen bezüglich des Baues der Pfarrhofes und der Dotierung der neuen Pfarre entgegen. Finanziell beteiligten sich Graf Zichy und die Gemeinde an dem Projekt, von den Gläubigen waren Spenden und Arbeitsleistung zugesagt, und zwei Bauern traten gegen eine Entschädigung einen Teil ihrer Hausgärten für den Bau des Pfarrhofes ab. Baubeginn war im Juli 1850, vollendet wurde der Bau 1851. Die Gründung der Pfarre Draßburg 1851 bedeutete auch die Trennung von der Mutterpfarre Baumgarten.
Der Kirchenbau aus dem 14. und 15. Jahrhundert wurde später umgebaut und 1701 gewölbt. Von 1969 bis 1973 sowie um 2005 wurde eine Innen- und Außenrestaurierung vorgenommen.

## Architektur
Der mächtige viergeschoßige Westturm mit einem steinernen Spitzgiebelhelm steht über einem mittelalterlichen Unterbau unter gesondertem Denkmalschutz. Das im Kern mittelalterliche Langhaus hat Strebepfeiler und barocke Fenster. Der eingezogene niedrigere Chor mit einem Dreiachtelschluss hat vermauerte gotische Fenster und zweistufige Strebepfeiler. Das Südportal hat barocke Formen. Im Kircheninneren wurde 1970 das ehemalige Nordportal mit einem Kragbogensturz aus dem 15. Jahrhundert freigelegt. An der Sakristeimauer steht ein Grabstein aus dem 18. Jahrhundert.
Das dreijochige Langhaus hat ein Tonnengewölbe mit Stichkappen und Gurte auf Pilastern. Die dreiachsige Westempore hat ein Kreuzgratgewölbe. Der Triumphbogen ist breit und rundbogig. Im Chorjoch ist eine Gewölbetonne mit Stichkappen, die Apsis ist mit Kappen zwischen geknickten Gurten über Pilastern überwölbt. Im Chorjoch sind Fragmente eines Passionszyklus um 1500 als Wandmalerei erhalten. Am Triumphbogen sind ostseitig Fragmente einer dekorativen Malerei aus der ersten Hälfte des 16. Jahrhunderts erhalten, die 1970 freigelegt wurden.

## Ausstattung
Die Einrichtung schuf Nikolaus Minich aus Ödenburg im vierten Viertel des 18. Jahrhunderts. Die Orgel aus 1904 mit 7 Registern stammt von Franz Capek aus Krems an der Donau.